# Bohême
Ne doit pas être confondu avec Bohème.
Cet article concerne la région. Pour l'ancien royaume, voir Royaume de Bohême.
La Bohême (Čechy en tchèque, Böhmen en allemand) est une région historique d'Europe centrale, actuellement l'une des composantes de la Tchéquie avec la Moravie et une petite fraction de la Silésie. Elle tire son nom français des Celtes boïens et du germanique heim (ancien français ham ou hameau).

## Géographie

### Situation et milieu
Le royaume occupait les plateaux et les fertiles bassins sédimentaires délimités par le grand losange hercynien formé durant la période géologique d'orogénèse s'étalant du Dévonien (-400 millions d'années) au Permien (-245 millions d'années) et constitué de roches cristallines, notamment du granite et du gneiss. Ce losange hercynien, appelé massif de Bohême, est formé des monts Métallifères au nord-ouest (Krušné hory, avec pour point culminant le Klínovec, à 1 244 m), des Sudètes et des monts des Géants au nord (avec pour point culminant la Sniejka (1 602 m), des monts de Bohême-Moravie au sud-est (de 600 à 800 m d'altitude) et de la forêt de Bohême au sud-ouest (altitude comprise entre 1 000 et 1 400 m).

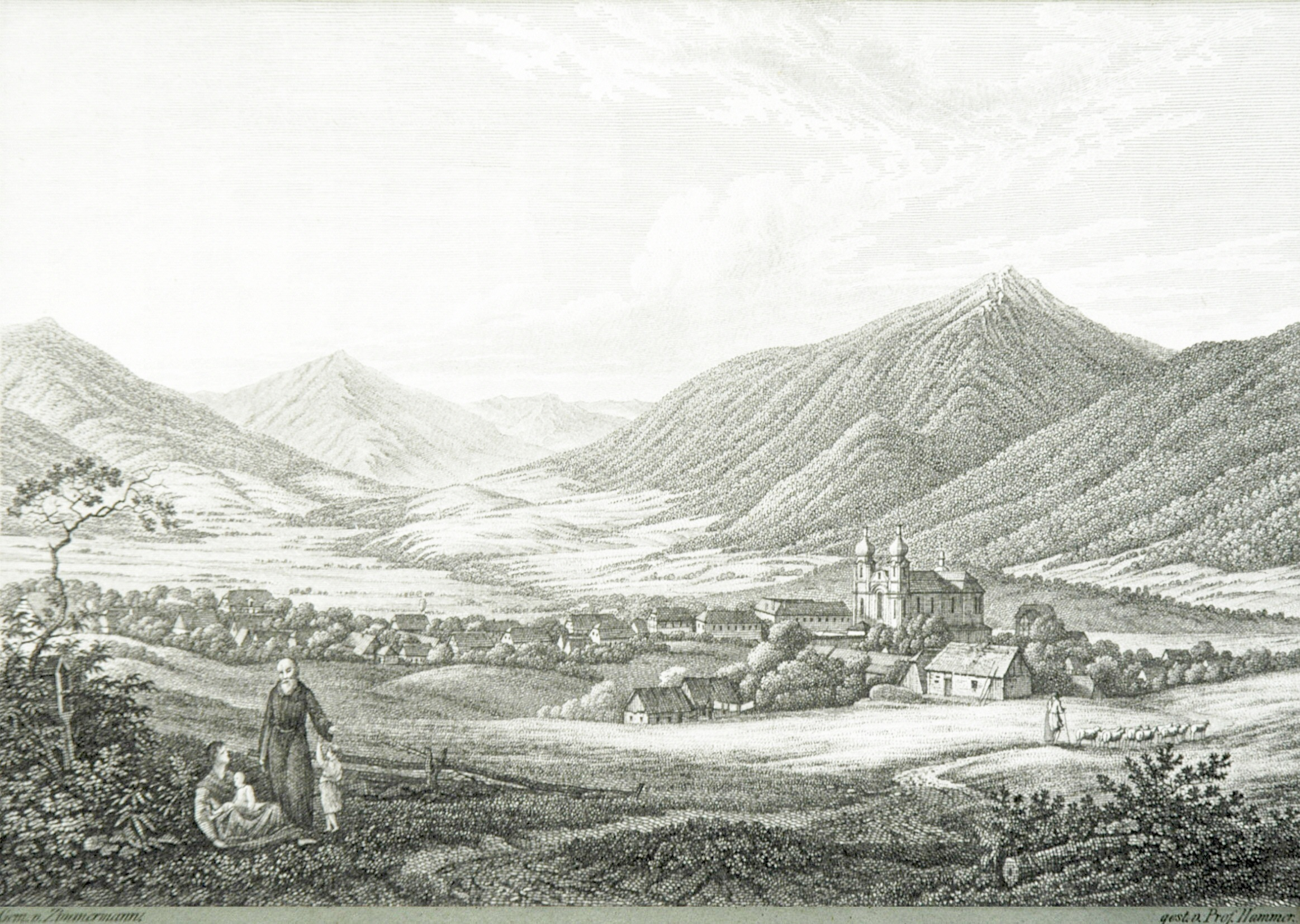
Les montagnes de Bohême.

Les textes de l'Antiquité au XVIIIe siècle décrivent la Bohême comme couverte puis entourée de forêts denses et riches en animaux. Ainsi en 1782, l’Encyclopédie méthodique de géographie moderne décrit-elle la nature de ce pays comme suit :

« Ce royaume est tout environné de forêts et de hautes montagnes, dont les principales sont les monts Bohémiens, qui font partie des monts Sudètes. […] Le sol de ce pays est élevé, gras, et sablonneux dans très peu d'endroits ; le terrain uni pour la plus grande partie, l'air chaud, mais salubre. La terre produit en abondance du blé sarrasin, du millet, des légumes, des fruits, et particulièrement du houblon, ainsi que du safran, du gingembre, du calmus. Ses vins rouges les plus renommés sont ceux de Mělnik, et ceux qui se cultivent dans les environs d'Ústí nad Labem. Les pâturages sont bons ; on nourrit une grande quantité de bétail. La chasse est belle et fournit, outre beaucoup de gibier, des loups, des loups-cerviers (lynx), des renards, des martres, des blaireaux, des castors et des loutres. Les fleuves de ce royaume sont l'Elbe, l'Eger, la Vltava (ou Moldau) […] Les rivières et les étangs nourrissent des poissons de toutes les espèces. Le pays fournissait des sources salées, qu'on n'a pas su ménager ; de sorte que la Bohême est forcée de tirer tout son sel de l'étranger. On trouve en plusieurs endroits du charbon de terre, de l'alun, du soufre et du vitriol. Il y a aussi des mines d'argent à Kutná Hora, à Plzeň, à Bechyně (Béchin en français), et dans le district de Loket (district de Sokolov) ; des mines d'étain près Horní Slavkov, Čistá (Rovná) et Krásno (district de Sokolov) ; des mines de fer et d'aimant en plusieurs endroits ; des mines de cuivre près du château de Loket ; enfin des mines de plomb, de vif-argent (mercure) et du salpêtre. Les carrières offrent des marbres de toutes les espèces. »

Du point de vue agricole, la Bohême est particulièrement réputée pour son houblon (le pays est le cinquième producteur mondial), surtout dans le bassin de la Žatec (cette région est en effet le berceau des pils traditionnelles).

### Villes
Les villes de Bohême ont été en grande partie épargnées par les guerres et par la démolition des centres anciens durant les totalitarismes de sorte que Prague, Plzeň (en allemand Pilsen), Hradec Králové, Karlovy Vary, Liberec, Ústí nad Labem, Pardubice, Mladá Boleslav, Kladno, České Budějovice, Litoměřice, Most, Havlíčkův Brod, Jindřichův Hradec, Český Krumlov, Strakonice, Teplice, Třeboň, Cheb, Polná, Tábor et Písek ont conservé leur cachet particulier et l'ensemble de leurs monuments, églises et patrimoine bâti, même si comme en Europe occidentale, des quartiers modernes ont ceinturé les anciens centres-villes.

## Histoire

### Celtes
Il semble que la Bohême doive son nom aux Boïens, peuple celte qui s'y serait fixé sous Segovesos, en 587 av. J.-C., mais les sources historiques fiables manquent. Ce peuple en a vraisemblablement été chassé à l'époque d'Auguste, par les Marcomans, avant d'intégrer la nation germanique des Bavarii.
Plusieurs oppida sont connus : Závist, le plus grand de Bohême, Stradonice, Nevězice, Třísov, Záhořice, Hrazany, České Lhotice.

### Slaves
À l'époque de la grande migration des peuples, les Slaves occidentaux arrivent en Bohême au VIe siècle. Il semble que la Bohême actuelle ait été au VIIe siècle le centre de l'éphémère royaume slave dirigé par le Franc Samo, et que la bataille de Wogastisbourg, livrée par Samo, se soit déroulée près de Prague, mais on n'a pas de certitude à ce sujet car la géographie du royaume de Samo n'est pas connue avec précision.
Cosmas de Prague, chroniqueur du début du XIe siècle, affirme que les Tchèques tirent leur nom de leur premier roi, Čech, suivi par Krok puis par Přemysl, qui avait épousé Libuše, fille de Krok, à l'origine de la dynastie des Přemyslides qui s'éteignit en 1306.

### Germanisation partielle et prospérité économique
Après avoir porté la couronne ducale jusqu'à Vratislav II de Bohême, la dynastie des Přemyslides devint royale sous ce prince (1086), par un décret de l'empereur Henri IV, car déjà au XIe siècle la Bohême s'intègre progressivement au Saint-Empire romain germanique, tandis qu'une colonisation germanophone peuple et défriche la forêt hercynienne du massif de Bohême, où le peuplement slave était moins dense. C'est l'origine des « Allemands des Sudètes ». Des artisans allemands et juifs s'installent aussi dans les villes, et des mineurs germanophones exploitent les mines où apparaissent pour la première fois les wagonnets sur rails (le tout en bois). Les premiers Roms, bûcherons, éleveurs de chevaux, tanneurs, chaudronniers ou saltimbanques arrivent aussi en Bohême et se mettent sous protection royale, se déplaçant avec des sauf-conduits (payants) qui leur valent le surnom de « Bohémiens ». Au début du XVe siècle la région est à feu et à sang.
La Bohême connaît un « âge d'or » économique et culturel aux XVe et XVIe siècles. Elle exporte son savoir-faire. Des verriers de Bohême émigrent en Lorraine où le duc Raoul leur offre des privilèges afin qu'ils viennent exercer leur art et mettre en valeur la forêt de Darney. Elle dispense le savoir ; à Prague fonctionne depuis 1348 l'une des plus anciennes universités d'Europe (de langues latine et allemande) créée par Charles IV.

### Empire des Habsbourg
En 1526, Louis II, roi de Hongrie et de Bohême, dernier roi de la maison Jagellon, tombe à la bataille de Mohacs. Son beau-frère Ferdinand d'Autriche, frère de Charles Quint, est élu roi. Avec lui commence la maison autrichienne de Bohême, élective jusqu'en 1547 puis héréditaire jusqu'en 1918. Jusqu'à la chute de l'Autriche-Hongrie en 1918, la Bohême ne cesse plus d'appartenir aux États de la maison d'Autriche (devenue en 1780 maison de Habsbourg-Lorraine), à l'exception de quelques mois en 1619 et 1629 (voir Histoire de la Tchéquie).
À partir du XVIIe siècle la situation de la Bohême se dégrade au fil des guerres de Trente Ans, de Sept Ans et austro-prussienne :

« La population n'est plus ce qu'elle a été. La forme de son gouvernement & les guerres, surtout celles de religion sous Rodolphe II, Mathias Ier & Ferdinand II, ont dépeuplé ce royaume. La Bohême ne comprend aujourd'hui que cent cinq villes, tant grandes que petites. En 1770, le nombre des habitants fut monté à près de dix millions, ce qui ne seroit guère que le quart de ce qu'elle possédait autrefois. Les paysans bohémiens sont serfs. La dureté de leur esclavage en obligea un grand nombre, en 1679, à prendre les armes ; mais la cause la plus juste n'est pas toujours la mieux défendue ; leurs tyrans les ayant vaincus, achevèrent de les opprimer. Cependant la raison & les sciences qui s'étendent peu à peu dans toute l'Europe, ont fait voir à leurs maîtres avares, ce qu'ils pouvaient gagner en les traitant avec plus de douceur. Aujourd'hui l'empereur a mis un frein à ce pouvoir arbitraire ; chaque paysan a le droit de porter ses plaintes contre son seigneur, devant les commissaires nommé par le souverain, & le procureur est obligé de plaider sa cause gratuitement. Ces procureurs apparemment ne sont pas tout à fait comme les nôtres.
Dans plusieurs endroits, les paysans peuvent acheter des biens fonds, se les faire adjuger par devant le bailli, & en disposer à leur gré par contrat & par testament. »

— Encyclopédie méthodique de géographie moderne, 1782.
La Bohême, en tant que composante de l'Autriche-Hongrie, a envoyé des équipes aux Jeux olympiques en 1900, 1908 et 1912.

### Indépendance
En 1918, les Tchèques et les Slovaques s'émancipent de la tutelle austro-hongroise et notamment de la domination politique, économique et foncière des aristocrates autrichiens ou hongrois, pour fonder la Tchécoslovaquie, état républicain, démocratique et parlementaire. Mais après la crise de 1929, les nationalismes montent dans les pays voisins, les nazis prennent le pouvoir en Allemagne puis en Autriche, et de 1938 à 1945 la Tchécoslovaquie est démembrée et occupée à la suite des accords de Munich, que les Tchèques ressentent comme une trahison. La région des Sudètes est annexée par le Troisième Reich, la Bohême et la Moravie sont intégrées au « Grand Reich » nazi (Grossdeutschland).
À la fin de la Seconde Guerre mondiale, la Tchécoslovaquie se reforme mais elle est rapidement intégrée, en dépit des vœux de sa population, au Bloc de l'Est satellite de l'URSS. En 1968, le mouvement du « Printemps de Prague », qui tentait de mettre en place un « socialisme à visage humain », est écrasé par les chars de l'Armée rouge et des pays communistes voisins (Allemagne de l'Est, Pologne, Hongrie).
La Tchécoslovaquie retrouve une indépendance réelle en 1989, avec la « Révolution de velours » qui se déroule principalement en Bohême. En 1993, la Slovaquie et la Tchéquie, dont fait partie la région historique de Bohême, se séparent à l'amiable.